# 丁汝昌
丁汝昌（1836年11月18日—1895年2月12日），原名先达，字禹廷，亦作雨亭，号次章。生于安徽庐江县，后举家迁居巢县，定居巢湖南岸龙骨山下高林镇，今属巢湖市散兵镇，现村名山西丁。清朝北洋海军提督。

## 生平
1836年11月18日（清道光十六年十月初十日），丁汝昌出生於安徽省廬江縣丁家坎村。丁汝昌早年家庭虽不富裕，幼時曾入私塾。1854年（清咸豐四年），太平軍攻佔廬江城之後，丁汝昌參加太平軍，成為程學啟部將，1860年（清咸豐十年），清軍攻打安慶，丁汝昌隨程學啟投入湘軍，1861年隨程學啟改入淮軍。1862年，丁汝昌即参加刘铭传的铭军水师营并参与攻克常州、广德等战役。1864年太平天国败亡，丁汝昌随刘铭传北上与捻军作战，原水师营改编为马队，丁汝昌即为马队军官。1866年，丁汝昌取得寿光大捷。1868年，东捻军失败，丁汝昌授总兵，加提督衔，赐协勇巴图鲁勇号。1877年，朝廷拟调任丁汝昌往甘肃，途经天津时，因伤病复发而滞留。后为李鸿章看中，调往新购的蚊子船“飞霆”号熟悉海军知识。

### 籌建水師
1879年，丁汝昌在李鴻章的舉薦下，先留用北洋海防，后出任北洋海防兵船督操。翌年，李鸿章推举丁汝昌带团前往英国，接收向英国订购的“超勇”“扬威”号巡洋舰。在英期间，丁汝昌获得英国女王维多利亚的接见，同时与英国海军部及舰船设计师交流。期间，丁汝昌亲自研读海图，制定航线。整个活动期间，丁汝昌率领的接舰团受到英国各界的好评。
1880年，丁汝昌率林泰曾、邓世昌等官兵赴英国接收“超勇”、“揚威”巡洋舰回国。
1882年，朝鲜爆发壬午兵变，丁汝昌率北洋水师舰船开赴朝鲜，擒获朝鲜大院君李昰应，使日本干涉朝鲜计划落空，防止事态进一步恶化，获奏赏。

### 北洋水師成軍

1888年，北洋水師正式建军，丁汝昌出任提督。负责全局人事、后勤与舰队活动的方针。具体事务由旗下总兵负责，期间受到留外海軍軍事學校正科班出身的刘步蟾等人为主的中高级官员的排挤，無視提督軍令，軍紀失控不振，後得李鴻章惜才力挺，以及中下级军官和外籍顾问的欢迎。

### 黃海海戰

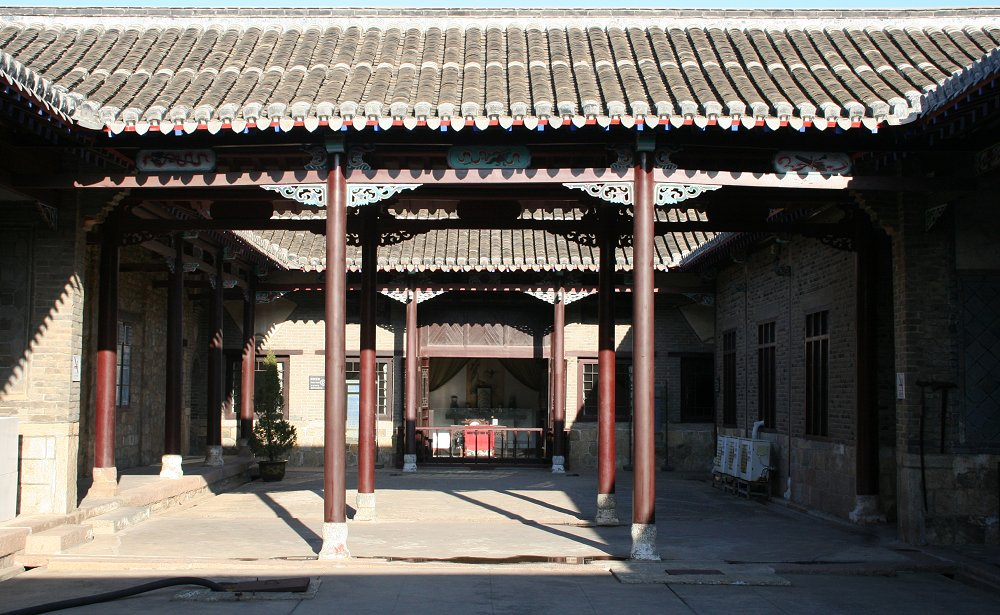
丁汝昌办公之处

1894年，中日甲午战争爆发。在朝廷内以翁同龢为首的清流煽动下，光绪帝下令要寻战。李鸿章因北洋数年未添一舰，同时后勤弹药补给严重缺乏的情况下，要求丁汝昌尽量“弃战保船”。7月26日，丁汝昌率军出巡，意图寻求日军主力以报丰岛海战之仇。后无所获，遂返回威海卫，同时布置海军基地内水雷，以防日军鱼雷艇偷袭威海卫军港。但8月2日，清廷严厉申饬李鸿章，指责丁汝昌怯懦所以未能寻获敌军。丁汝昌因此再度率军出洋，但仍未所获。言官攻击更甚，礼部满侍郎志锐甚至要求处死丁汝昌。8月9日，丁汝昌再次进行出洋巡逻，但第二天日军军舰即出现在渤海湾内。由此，引发光绪帝和言官的巨大震动和愤怒。8月23日，清廷绕过李鸿章，直接指挥丁汝昌。在不了解前方形勢的情况下，清廷严令丁汝昌不得离开旅顺威海一线，直接将北洋舰队困于渤海湾内。两天后，清流言官上疏弹劾丁汝昌，翁同龢亲自上阵，要求革去丁汝昌的提督职务。光绪帝在26日即刻下旨，革去丁汝昌的提督职务。8月29日，李鸿章终于上奏朝廷，指出北洋舰队补给存在的重大问题，以及海军作战的苦衷。最终，丁汝昌一事惊动慈禧太后。9月1日，清廷收回成命，暂免处分丁汝昌。
9月，丁汝昌奉命率北洋水师主力护送陆军增援朝鲜驻军，18日返航时在鸭绿江口的大东沟附近海域遭遇日本舰队，双方发生黄海海战。海战中，丁汝昌在旗舰“定遠”舰飞桥上指挥，被炮火所伤。经过5个小时鏖战，北洋水师在缺乏大量弹药的情况下惜败，致远、经远、超勇三艘巡洋舰被击沉，扬威艦被济远撞沉，广甲号逃逸搁浅自毁，共计损失5艘巡洋舰，餘舰均受伤严重，而日本联合舰队有5艘军舰被重伤。
战役结束，北洋舰队返回旅顺修理厂修理，但船坞工人大部分逃跑，以致维修进程极度缓慢。11月13日，由于日军从陆路逼近旅顺，在未修复的情况下，北洋舰队被迫离开旅顺港，返回无修理厂的威海卫基地。11月16日，清廷却下令指责丁汝昌避战，革去其顶戴。

### 北洋水师覆滅

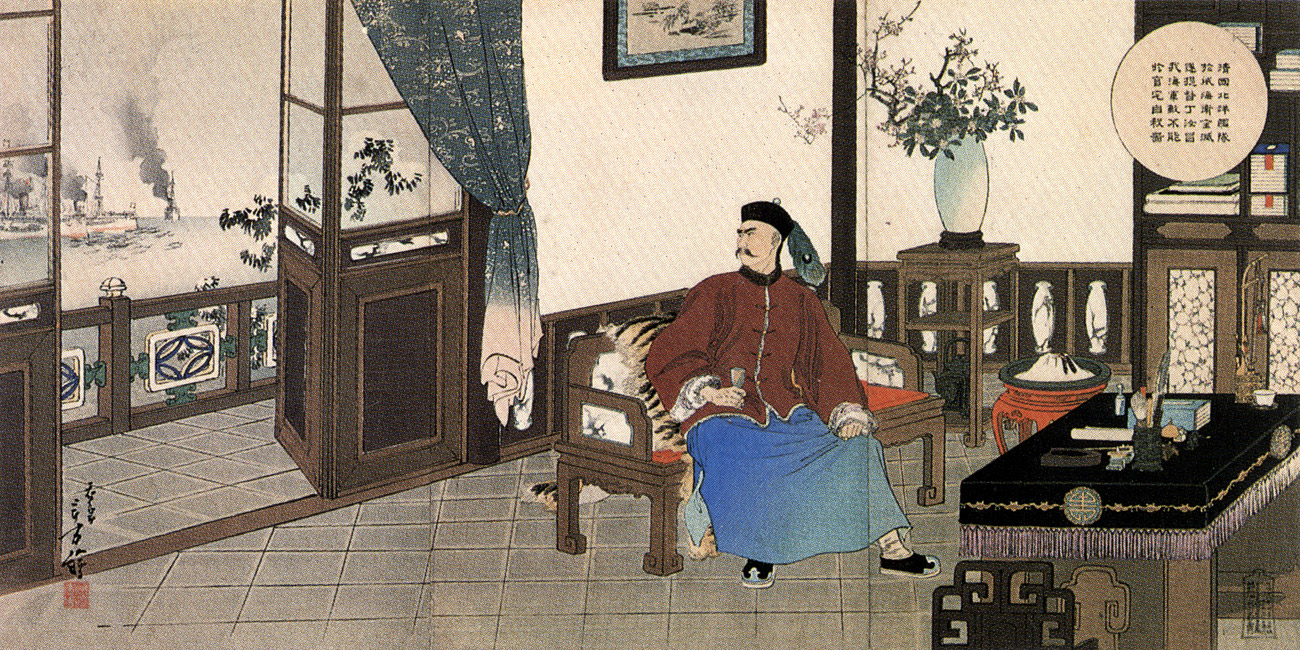
日本著名浮世绘画家水野年方所画北洋水师提督丁汝昌自尽殉国图

丁汝昌返回威海卫以后，便全力布置威海卫海防。但11月26日，清廷却下令革去丁汝昌职务。11月27日，御史言官在翁同龢授意下，联名上奏要求處死丁汝昌。12月12日，日后坐视日军登陆荣成湾合围威海卫的山东巡抚李秉衡，也上奏清廷，要求處死丁汝昌。12月17日，清廷下旨将丁汝昌交刑部治罪。他对陆军的战力表示担心，建议做好炸毁陆路海岸炮台的准备，结果反成了“通敌误国”的罪证，清廷下令将其交刑部治罪。在刘步蟾等将领的通电请愿，李鸿章的极力申辩下，清廷命令，待丁汝昌手头事务结束后，解送刑部。
1895年1月20日，日军在山东半岛荣成登陆，随后，日军从陆路攻克威海陆上炮台，海陆合围北洋水师，丁汝昌与北洋水师残部固守刘公岛待援。定远艦中日军鱼雷失去行动能力，北洋水师被迫炸毁旗舰“定远”以免资敌，2月11日在威海英國海軍顧問鼓動投降獻艦，部份水師叛軍持械要脅丁汝昌向日军投降，後丁汝昌服鴉片自杀，於2月12日晚身亡，享年59岁。同名电视剧考証與演出不一样是，室外水兵哗变，丁退回室内無路可走只好传出枪响自尽，北洋水师全军覆没。军人应以武器自裁较為可能，丁汝昌自盡符合日本的武士道精神，贏得了日本軍人的敬重，伊东佑亨以商船将丁汝昌遗体送回中国。另一說法是丁汝昌拒絕投降而自殺，后事托与英国人副提督馬格祿，馬格祿、浩威（George Howie）等人以丁汝昌的名義起草了投降書，向日軍投降。據孫建軍研究，筆跡鑑定與史實證據支持丁汝昌拒絕投降遂決定自盡的說法。

## 身后
日本政治人物胜海舟曾为丁汝昌作祭文，并非传说中丁汝昌是明治维新志士日军联合舰队司令伊东佑亨的同学，而是因為丁汝昌在1886年和1891年曾经两次率领北洋舰队访问日本。

### 平反
清廷将甲午戰爭之敗，归因于丁汝昌缺乏海军经验，因而下旨“籍没家产”，清廷命丁汝昌死後穿上黑色囚衣，棺材漆成黑色，外加三道銅箍捆綁，意為枷鎖，昭示棺主有罪，用砖封在其原籍村头，不許埋葬，直至宣统二年（1910年），经载洵及萨镇冰等人奔走，清廷为丁汝昌平反，同年由薩鎮冰與譚學衡主導在劉公島建丁汝昌祠堂，紀念其犧牲。民国元年（1912年），灵柩始归葬于安徽无为县西乡小鸡山梅花地，入土為安。

## 評價
丁汝昌是淮軍出身，缺乏海軍經驗。在海上訓練期間，劉步蟾等軍官一直不服丁汝昌。1890年，琅威理因「升旗事件」後心生不滿离職，新聘任的总教习汉纳根原为陆军尉官，对指挥海战同样一窍不通；唯北洋舰队日益为暮气所笼罩。甲午海战的慘败在很大程度上是因为丁汝昌指挥不力，但丁汝昌僅將海战失利完全归罪於济远舰管带方伯谦。战后方伯謙被丁汝昌處以極刑，其結果就是北洋舰队军心涣散，纪律更加松弛，指挥更加不灵。旅顺失守后，僅存威海衛，北洋海军面臨生死存亡的最后关头，丁並未积极主动措施打破敌人的海上封锁，反是坐以待斃。身陷絕境，指揮不靈，最後只有自殺明志一途。

## 延伸閱讀
[在维基数据编辑]
 《清史稿/卷462》，出自趙爾巽《清史稿》
 在维基共享资源阅览影像